# Comunitat de comunes del Val d'Oust i de Lanvaux
La Comunitat de comunes del Val d'Oust i de Lanvaux (en bretó Kumuniezh kumunioù Traoñ an Oud ha Lanvaoz) és una estructura intercomunal francesa, situada al departament d'Ar Mor-Bihan a la regió Bretanya, al País de Ploërmel - Cœur de Bretagne. Té una extensió de 282,56 kilòmetres quadrats i una població de 18.889 habitants (2007).

## Composició
Agrupa 16 comunes :
1. Bohal
2. Caro
3. La Chapelle-Caro
4. Lizio
5. Malestroit
6. Missiriac
7. Le Roc-Saint-André
8. Pleucadeuc
9. Ruffiac
10. Saint-Abraham
11. Saint-Congard
12. Saint-Guyomard
13. Saint-Laurent-sur-Oust
14. Saint-Marcel (Ar Mor-Bihan)
15. Saint-Nicolas-du-Tertre
16. Sérent